# Heybətulla Hacəliyev
Heybətulla Hacəliyev –también escrito como Heybatulla Hajialiyev; en ruso, Гайбатулла Гаджиалиев, Gaibatulla Gadzhialiyev– (Mugarty, Rusia, 30 de junio de 1991) es un deportista azerbaiyano que compitió en boxeo.
Ganó una medalla de bronce en el Campeonato Europeo de Boxeo Aficionado de 2011, en el peso superligero.
En junio de 2016 disputó su primera pelea como profesional. En su carrera profesional tuvo en total 12 combates, con un registro de 8 victorias, 3 derrotas y un empate.

## Palmarés internacional
| Campeonato Europeo | Campeonato Europeo | Campeonato Europeo | Campeonato Europeo |
| Año                | Lugar              | Medalla            | Categoría          |
| ------------------ | ------------------ | ------------------ | ------------------ |
| 2011               | Ankara (Turquía)   | Medalla de bronce  | 64 kg              |